# USA:s Grand Prix 1974
USA:s Grand Prix 1974 var det sista av 15 lopp ingående i formel 1-VM 1974.  

## Rapport
I säsongens sista lopp avgjordes vem som skulle ta hem mästerskapstiteln, Emerson Fittipaldi i McLaren, som hade 52 poäng, Clay Regazzoni i Ferrari, som också hade 52, eller outsidern Jody Scheckter i Tyrrell med 45. 
Carlos Reutemann i Brabham hade pole position och James Hunt i Hesketh startade från den andra rutan. Därefter följde Mario Andretti i Parnelli, Carlos Pace i Brabham, Niki Lauda i Ferrari, Jody Scheckter, John Watson i John Goldie Racing, Emerson Fittipaldi och Clay Regazzoni. 
Reutemann tog ledningen före Hunt medan Andretti på tredje plats fick problem med sin bil, vilket innebar att Pace gick upp på tredje plats före Lauda, Scheckter och Fittipaldi. Därefter följde Regazzoni, men hans bil gick dåligt och han tappade placeringer och föll bakåt i fältet. Det enda Fittipaldi behövde göra var således att bevaka Scheckter, som låg framför honom.
På tionde varvet kraschade österrikaren Helmuth Koinigg i Surtees och omkom men racet fortsatte med Reutemann i ledningen före Hunt, Pace, Scheckter och Fittipaldi. Regazzonis problem fortsatte vilket innebar att hans chans att erövra mästartiteln var borta, även om Fittipaldi skulle bryta loppet. 
Scheckter tvingades däremot bryta loppet och när fyra varv återstod passerades Hunt av Pace vilket gav Brabham en dubbelseger. Hunt slutade trea och Fittipaldi fyra, och därmed vann Fittipaldi förarmästerskapet 1974.

## Resultat
1. Carlos Reutemann, Brabham-Ford, 9 poäng
2. Carlos Pace, Brabham-Ford, 6
3. James Hunt, Hesketh-Ford, 4
4. Emerson Fittipaldi, McLaren-Ford, 3
5. John Watson, John Goldie Racing (Brabham-Ford), 2
6. Patrick Depailler, Tyrrell-Ford, 1
7. Jochen Mass, McLaren-Ford
8. Graham Hill, Hill (Lola-Ford)
9. Chris Amon, BRM
10. Jean-Pierre Jarier, Shadow-Ford
11. Clay Regazzoni, Ferrari
12. Rolf Stommelen, Hill (Lola-Ford)

### Förare som bröt loppet
- Ronnie Peterson, Lotus-Ford (varv 52, bränslesystem)
- Mike Wilds, Ensign-Ford (50, för få varv)
- Tom Pryce, Shadow-Ford (47, för få varv)
- Jody Scheckter, Tyrrell-Ford (44, bränslesystem)
- Arturo Merzario, Williams (Iso Marlboro-Ford) (43, elsystem)
- Niki Lauda, Ferrari (38, upphängning)
- Jacques Laffite, Williams (Iso Marlboro-Ford) (31, motor)
- Mark Donohue, Penske-Ford (27,upphängning)
- José Dolhem, Surtees-Ford (25, drog sig tillbaka)
- Vittorio Brambilla, March-Ford (21, bränslesystem)
- Helmuth Koinigg, Surtees-Ford (9, fatal olycka)
- Jacky Ickx, Lotus-Ford (7, upphängning)
- Denny Hulme, McLaren-Ford (4, motor)

### Förare som diskvalificerades
- Tim Schenken, Lotus-Ford (varv 6, startade inofficiellt)
- Mario Andretti, Parnelli-Ford (4, knuffades igång)

### Förare som ej kvalificerade sig
- Hans-Joachim Stuck, March-Ford
- Ian Ashley, Chequered Flag (Brabham-Ford)
- Jean-Pierre Beltoise, BRM (Kraschade och skadades under träning)